# Audrey Peltier
Audrey Peltier (Antibes, 22 agosto 1981) è un'ex sciatrice alpina francese.

## Biografia
Gigantista pura originaria di Val-d'Isère e attiva in gare FIS dal dicembre del 1996, la Peltier esordì in Coppa Europa il 6 marzo 1997 a Les Arcs (44ª) e in Coppa del Mondo il 28 dicembre 2001 a Lienz, senza completare la gara. Conquistò l'unica vittoria in Coppa Europa, nonché primo podio, il 5 febbraio 2003 a La Molina; nello stesso anno ottenne il suo miglior piazzamento in Coppa del Mondo (15ª), a Park City il 28 novembre.
Ai Mondiali di Bormio/Santa Caterina Valfurva 2005, sua unica presenza iridata, si classificò 14ª; ottenne l'ultimo podio in Coppa Europa il 24 novembre 2007 a Levi (3ª). Prese per l'ultima volta il via in Coppa del Mondo il 28 dicembre 2007 a Lienz, senza completare la gara, e si ritirò all'inizio della stagione 2008-2009; la sua ultima gara fu lo slalom gigante di Coppa Europa disputato il 26 novembre a Trysil, non completato dalla Peltier.

## Palmarès

### Coppa del Mondo
- Miglior piazzamento in classifica generale: 87ª nel 2004

### Coppa Europa
- Miglior piazzamento in classifica generale: 10ª nel 2004
- Vincitrice della classifica di slalom gigante nel 2004
- 7 podi:
  - 1 vittoria
  - 1 secondo posto
  - 5 terzi posti

#### Coppa Europa - vittorie
| Data            | Località  | Paese  | Specialità |
| --------------- | --------- | ------ | ---------- |
| 5 febbraio 2003 | La Molina | Spagna | GS         |

Legenda:

GS = slalom gigante

### Australia New Zealand Cup
- Miglior piazzamento in classifica generale: 6ª nel 2008
- 3 podi:
  - 3 vittorie

#### Australia New Zealand Cup - vittorie
| Data           | Località     | Paese         | Specialità |
| -------------- | ------------ | ------------- | ---------- |
| 20 agosto 2007 | Mount Hotham | Nuova Zelanda | GS         |
| 21 agosto 2007 | Mount Hotham | Nuova Zelanda | GS         |
| 22 agosto 2007 | Mount Hotham | Nuova Zelanda | SL         |

Legenda:

GS = slalom gigante

SL = slalom speciale

### Campionati francesi
- 1 medaglia:
  - 1 argento (slalom gigante nel 2004)